# Barbet
O barbet ou cão d'água francês [Nota] é uma raça canina oriunda da França. Antiga, já que há escritos do século XVI mencionando a raça, é bastante comum em sua terra natal, sendo largamente utilizada para caçar presas aquáticas. Sua função não é a de apenas recolher a presa, mas, também, procurar por ela escondida na vegetação e levantá-la, ou seja, espantá-la de seu esconderijo. De porte físico robusto e pelagem farta, resiste bem a temperaturas baixas e a água. Entre as maiores particularidades que envolvem sua história, está o fato de ter sido um levantador para a marinha francesa.